# Schemat blokowy

Przykład schematu blokowego

Schemat blokowy – narzędzie służące do przedstawienia kolejnych czynności w projektowanym algorytmie. Jest to diagram, na którym procedura, system lub program komputerowy są reprezentowane przez opisane figury geometryczne połączone strzałkami (niekiedy tylko liniami) zgodnie z kolejnością wykonywania czynności wynikających z przyjętego algorytmu rozwiązania zadania.
Schemat blokowy powinien zapewniać:
- elastyczność zapisów
- możliwość zapisu z użyciem składu wybranego języka programowania
- łatwą kontrolę poprawności algorytmu.

Schematy blokowe pozwalają na prostą zamianę instrukcji na instrukcje programu komputerowego.

## Podstawowe elementy budowy
Do głównych elementów budowy schematów blokowych należą:
- strzałka (łącznik) – wskazuje kierunek przepływu danych lub kolejność wykonywania
- operator – prostokąt, do którego wpisywane są wszystkie operacje z wyjątkiem instrukcji wyboru
- predykat – romb, do którego wpisywane są wyłącznie instrukcje wyboru
- etykieta (blok graniczny) – owal służący do oznaczania początku albo końca sekwencji schematu (kończy, zaczyna albo przerywa lub przenosi schemat).

Schemat blokowy pozwala dostrzec istotne etapy algorytmu i logiczne zależności między nimi.

## Szczegóły budowy schematu
Zależnie od przedstawianego algorytmu, stosowane są różne zestawy figur geometrycznych, zwanych blokami, których kształty reprezentują umownie rodzaje elementów składowych.

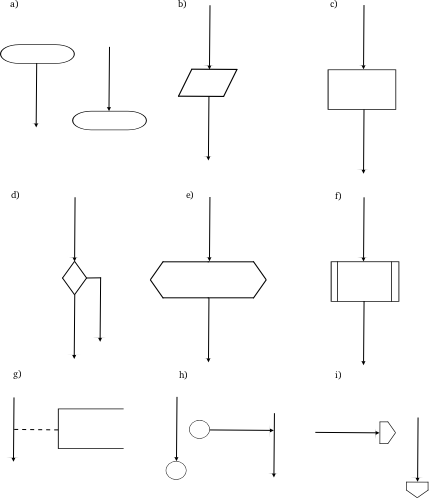
Graficzne przedstawienie bloków w kolejności opisywania

Wyróżnia się następujące rodzaje bloków:
a) blok graniczny – oznacza początek, koniec, przerwanie lub wstrzymanie wykonywania działania, np. blok startu programu
b) blok wejścia-wyjścia – przedstawia czynność wprowadzania danych do programu i przyporządkowania ich zmiennym dla późniejszego wykorzystania, jak i wyprowadzenia wyników obliczeń, np. czytaj z, pisz z+10
c) blok operacyjny – oznacza wykonanie operacji, w efekcie której zmienią się wartości, postać lub miejsce zapisu danych, np. z: = z + 1
d) blok decyzyjny, warunkowy – przedstawia wybór jednego z dwóch wariantów wykonywania programu na podstawie sprawdzenia warunku wpisanego w blok, np. a = b
e) blok wywołania podprogramu – oznacza zmianę wykonywanej czynności na skutek wywołania podprogramu, np. MAX(x,y,z)
f) blok fragmentu – przedstawia część programu zdefiniowanego odrębnie, np. sortowanie
g) blok komentarza – pozwala wprowadzać komentarze wyjaśniające poszczególne części schematu, co ułatwia zrozumienie go czytającemu, np. wprowadzenie danych
h) łącznik wewnętrzny – służy do łączenia odrębnych części schematu znajdujących się na tej samej stronie; powiązane ze sobą łączniki oznaczone są tym samym napisem, np. A1, 7
i) łącznik zewnętrzny – służy do łączenia odrębnych części schematu znajdujących się na różnych stronach; powinien być opisany jak łącznik wewnętrzny i zewnętrzny; poza tym powinien zawierać numer strony, do której się odwołuje, np. 2, 4.3, B5.